# 馬斯垂克戰役
馬斯垂克戰役是德軍在西線戰場的第一場戰鬥。馬斯垂克是一座關鍵的城市，因為攻陷此地，就會為攻占比利時的埃本-埃馬爾要塞及切斷盟軍這兩個目標提供極佳的情勢。